# Euchlaena silacea
Euchlaena silacea là một loài bướm đêm trong họ Geometridae.